# لی پاز
لی پاز (به اسپانیایی: La Paz) یک منطقهٔ مسکونی در آرژانتین است که در بخش لاپاز (مندوسا) واقع شده‌است. لی پاز ۹٬۵۶۰ نفر جمعیت دارد.